# 山臊
山臊为中国传说中的妖怪，样貌像人但一脚，害怕爆竹不怕人，人遇到他会犯寒热病。记载于《神异经》。在《荆楚岁时记》亦有记载,在正月一日的时候，当鸡叫起来，要在庭院前放爆竹，好驱除山臊恶鬼。《国语·鲁语》里则说山臊是越人对夔的称呼。

## 参看
- 中国妖怪列表